# بابية (إيطاليا)

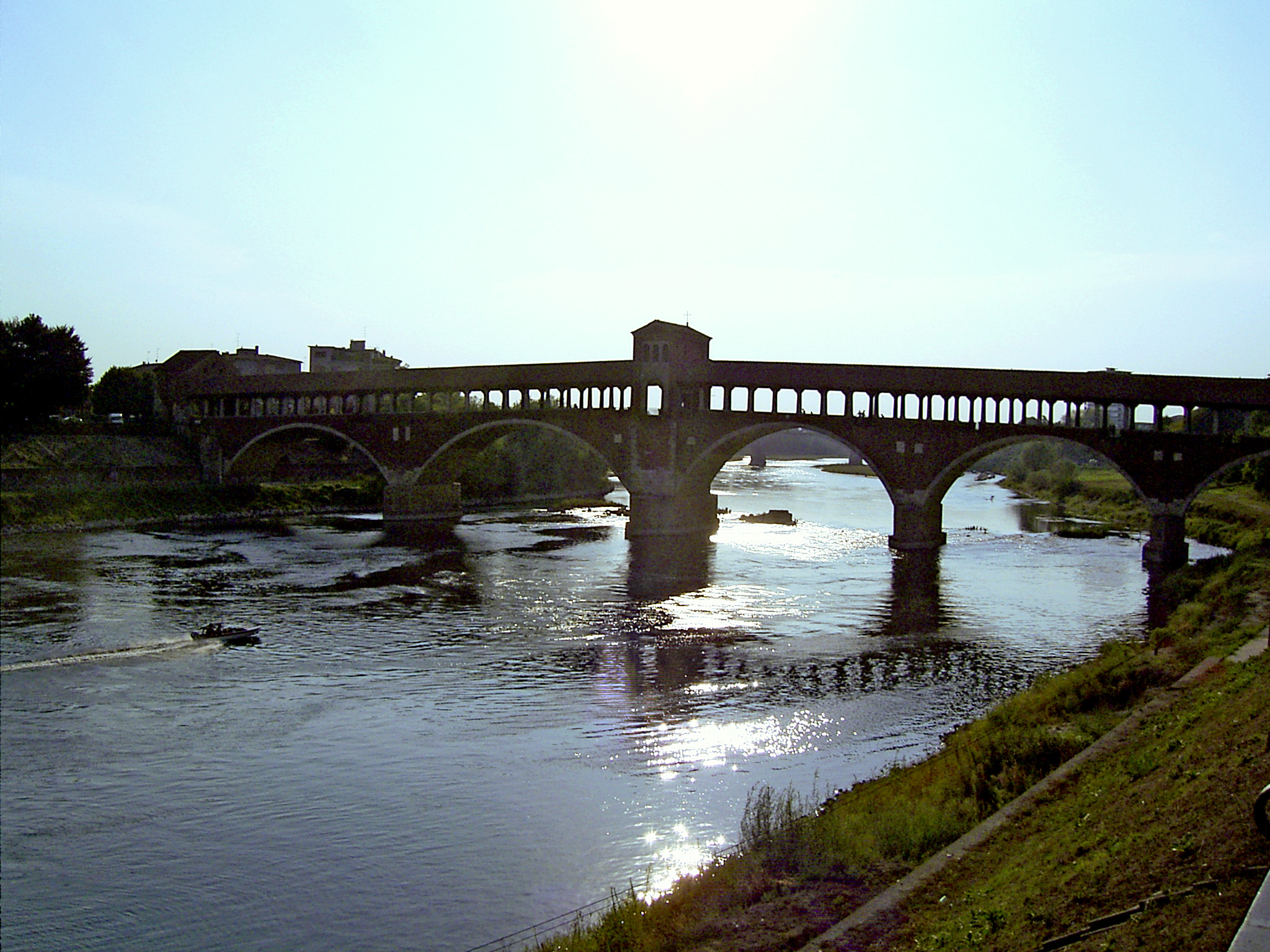
جسر القديم

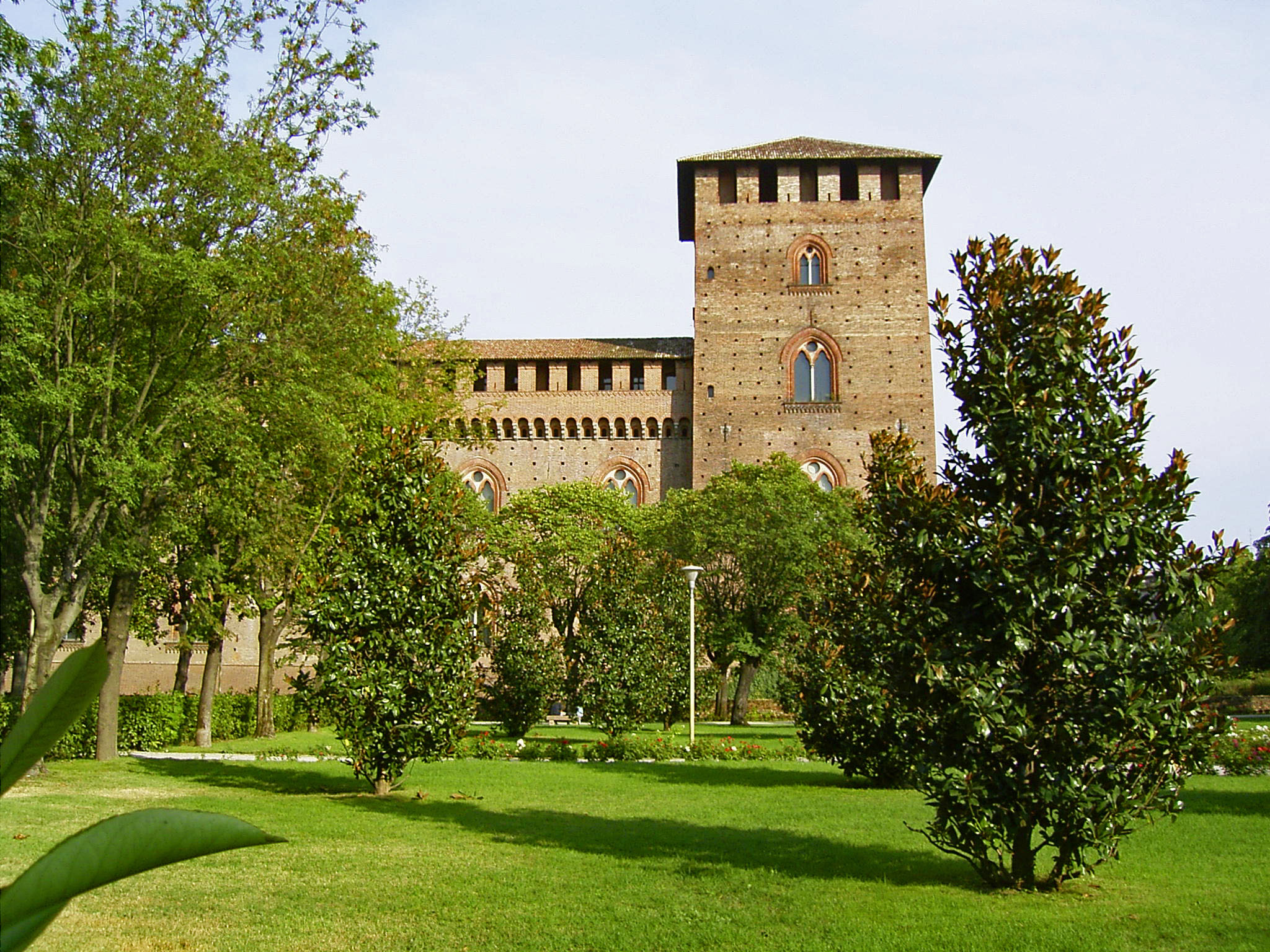
قصر فيسكونتي

بَابِيَة أو بَاوِيَة (بالإيطالية: Pavia)‏ مدينة شمال إيطاليا في إقليم لومبارديا، عاصمة مقاطعة بابية، تقع على نهر تيتشينو، شمال التقاءه مع نهر بادي، 35 كم جنوب ميلانو، يعود تاريخ تأسيسها إلى عهد الرومان تحت باسم Ticinum، كانت عاصمة مملكة اللومبارديين، في العصور الوسطى كانت مقر لواحدة من أعرق جامعات إيطاليا، بقيت المدينة محصنة حتى عام 1872 عندما تم تحويل الحصون إلى شوارع وحدائق عامة، ولكن الجزء الأكبر من الأسوار بقي حى عام 1901 عندما هدم لبناء شوارع التفافية، تضم العديد من الرموز السياحية والثقافية، وتشتهر بالزراعة لخصوبة الأراضي وخاصة العنب والأرز والحبوب وإنتاج الألبان والصناعات بها قليلة، عدد السكان 71.486 نسمة.

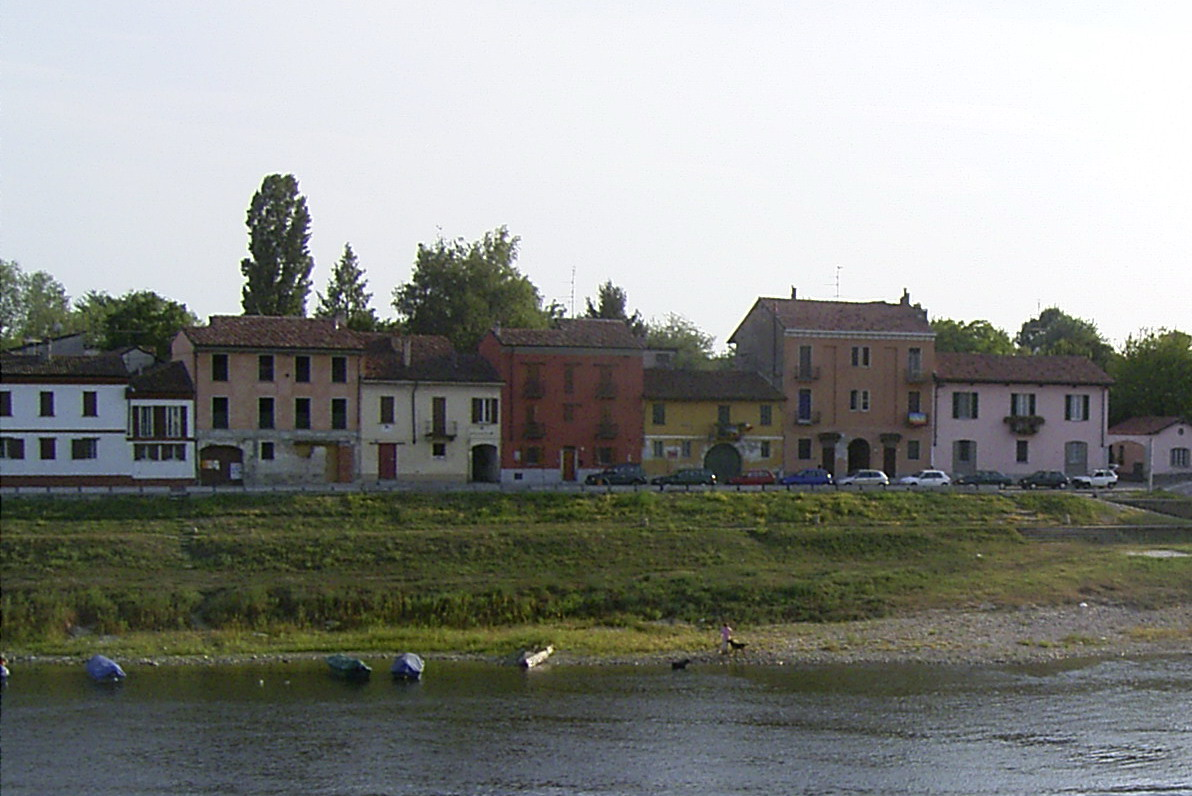
أحد أحياء بابية
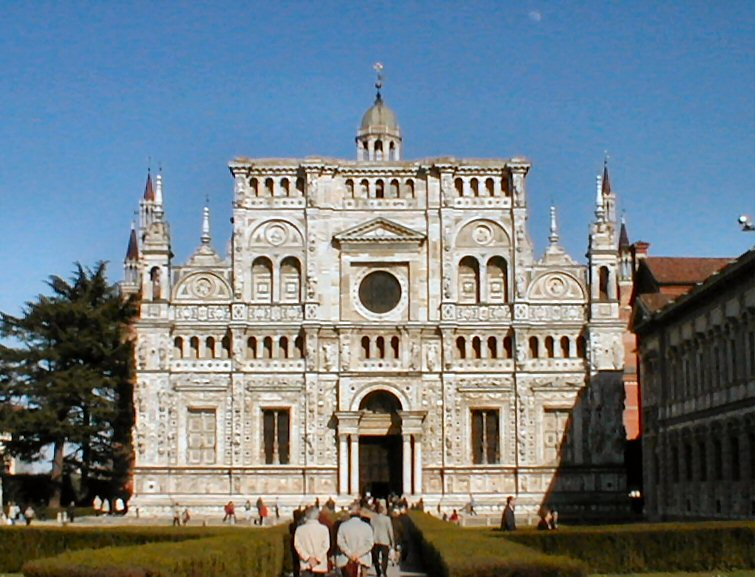
تشيروزا دي ربنة
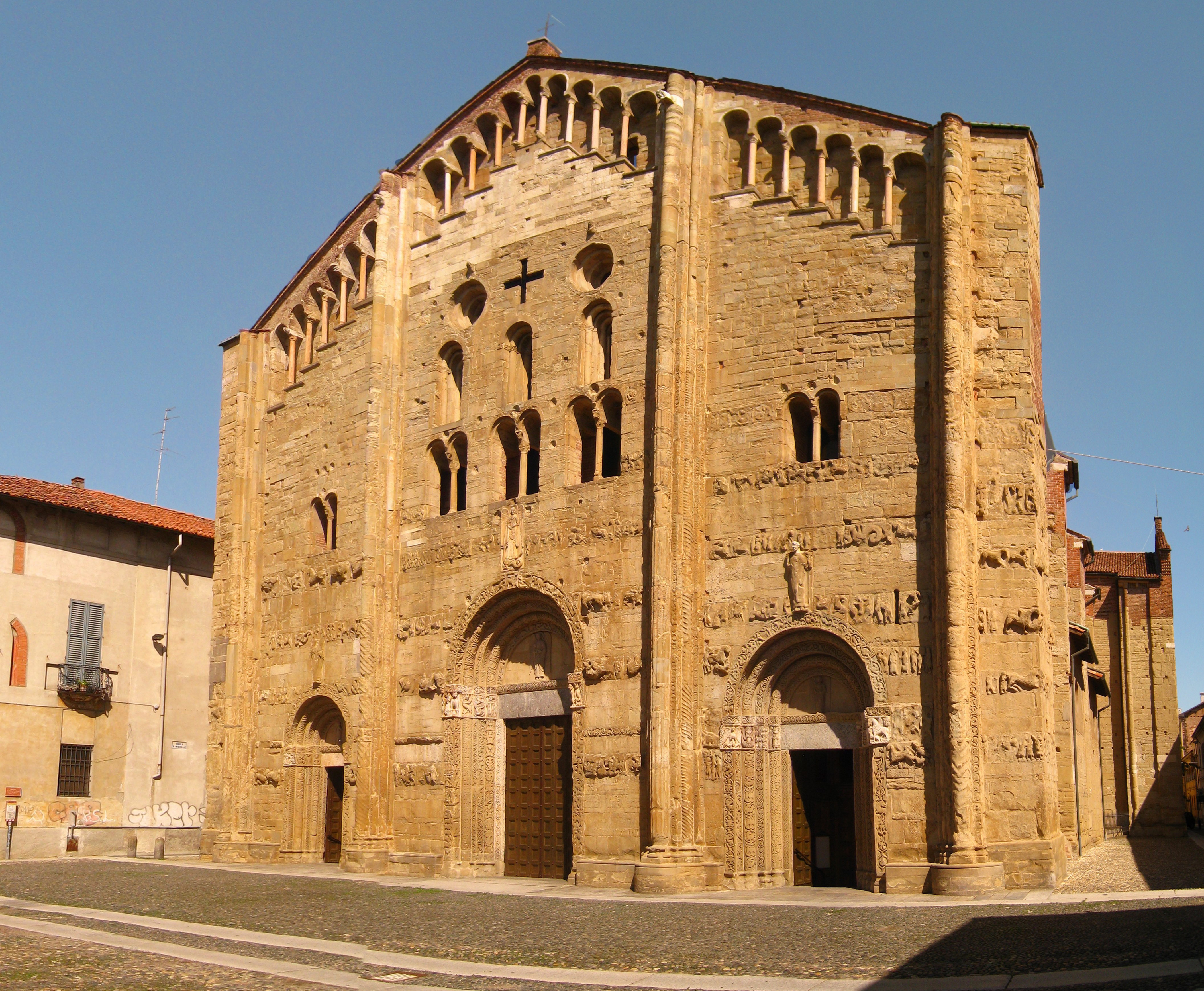
تعليق
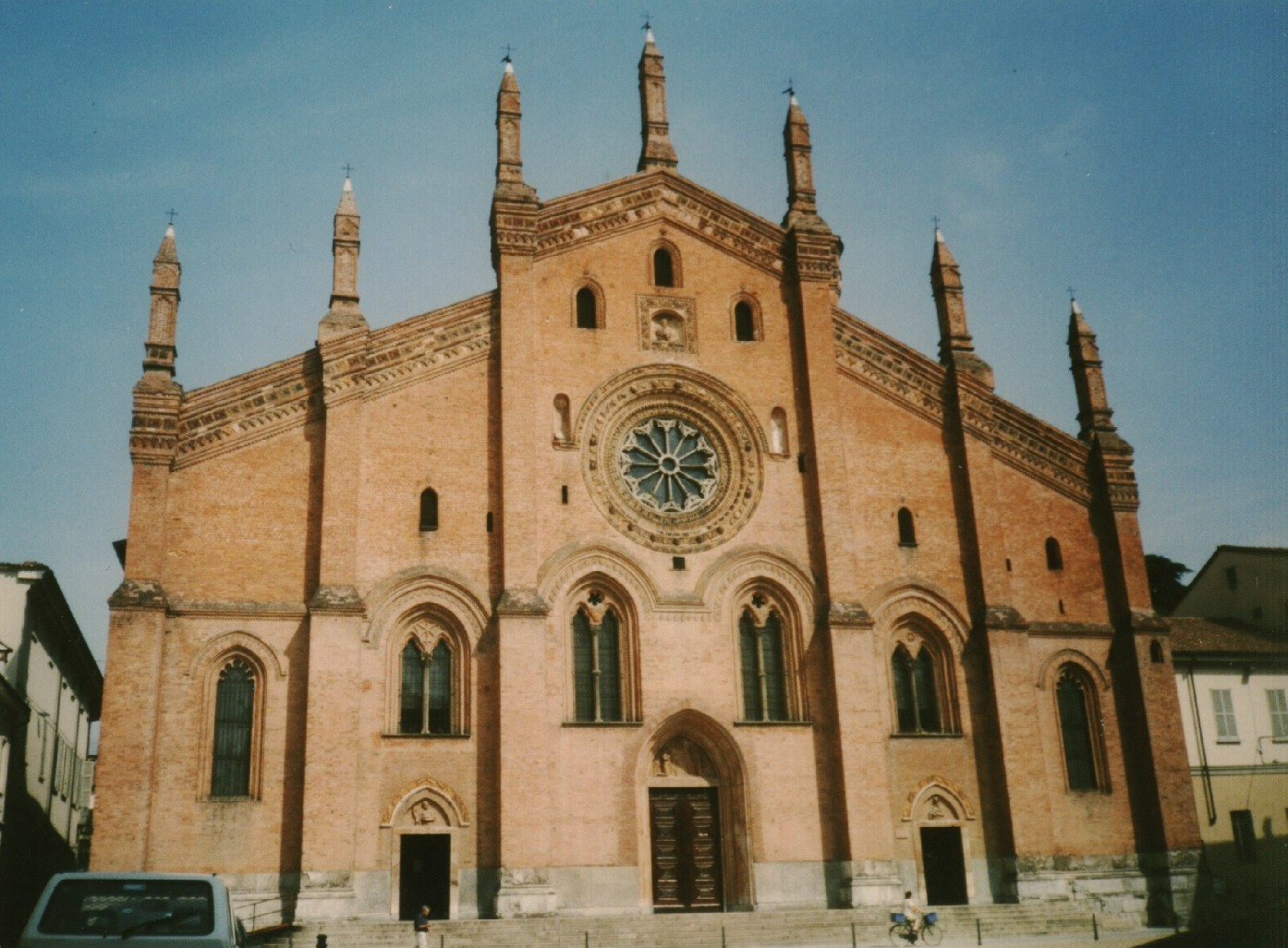
تعليق
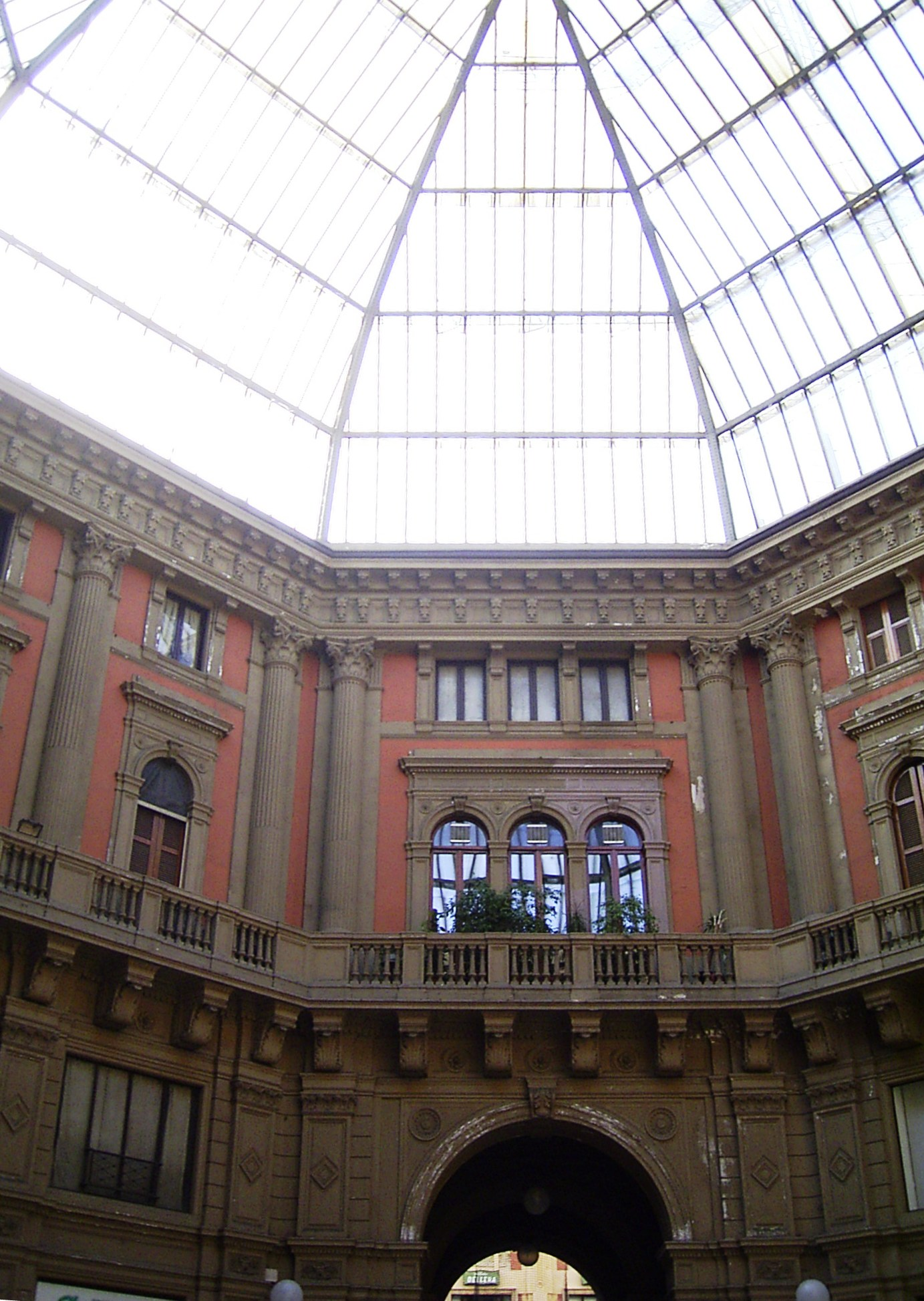
قبة أرنابولدي أنشئت في عام 1882
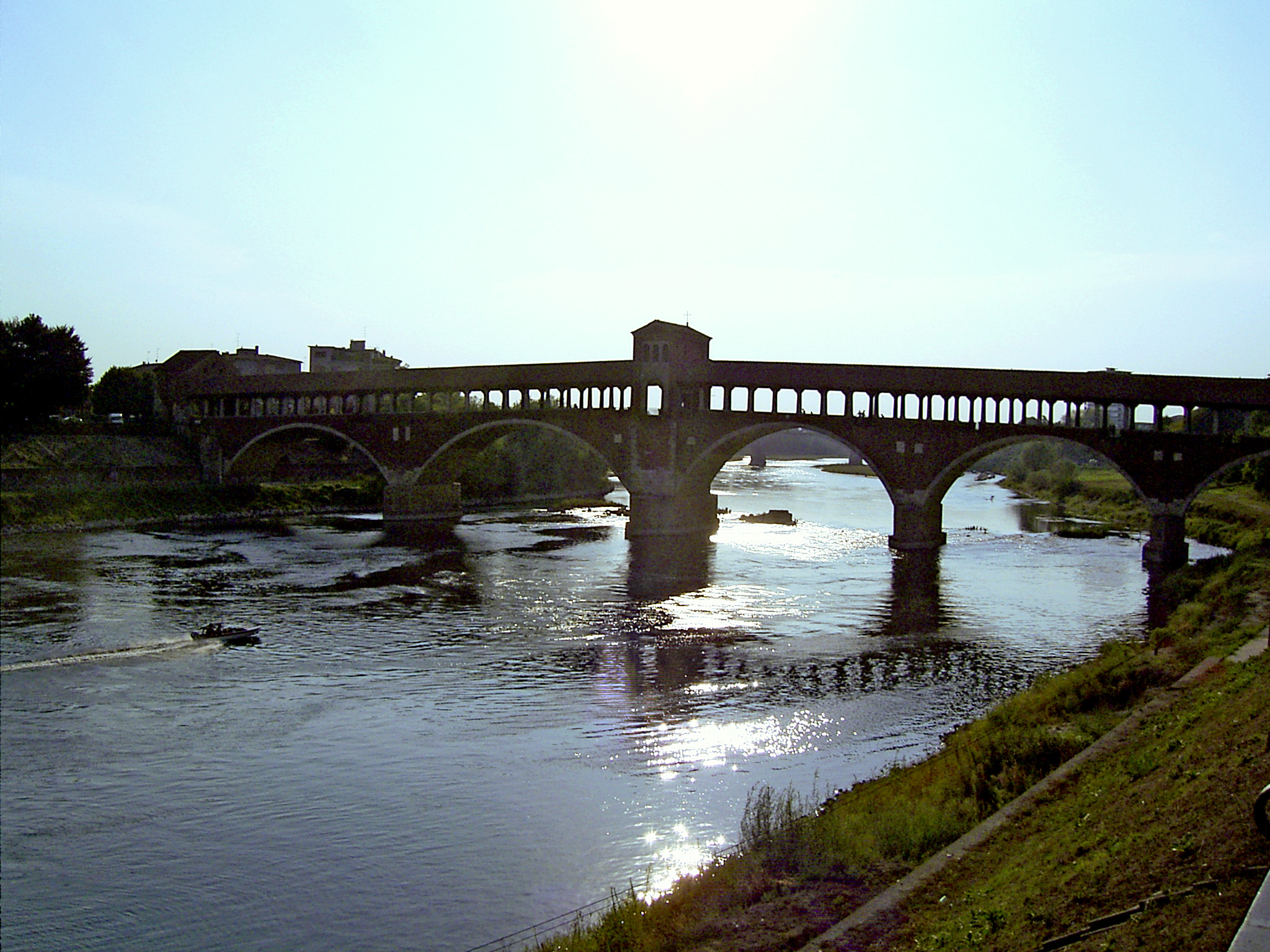
جسر كوبيرتو
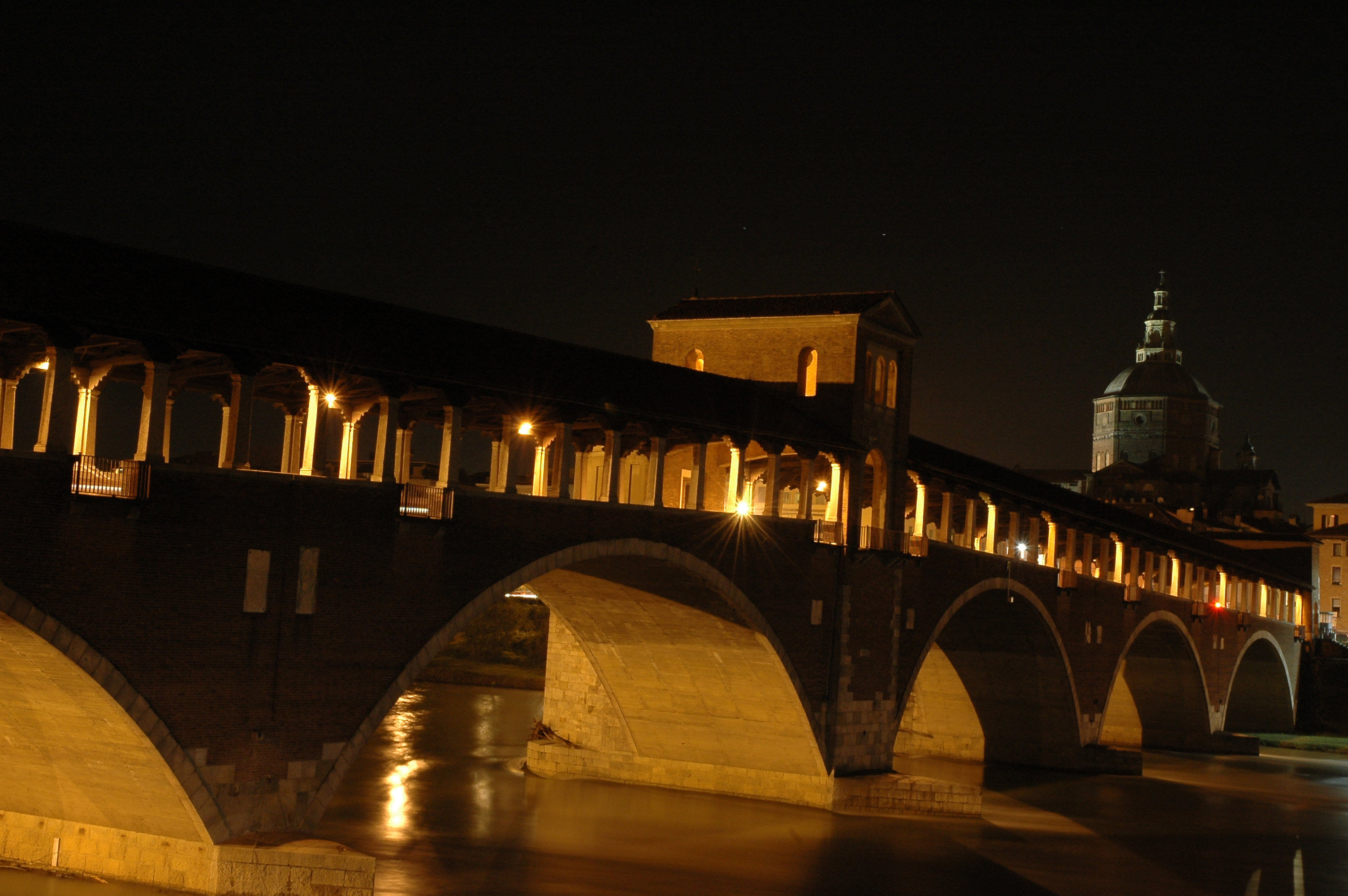
جسر القديم
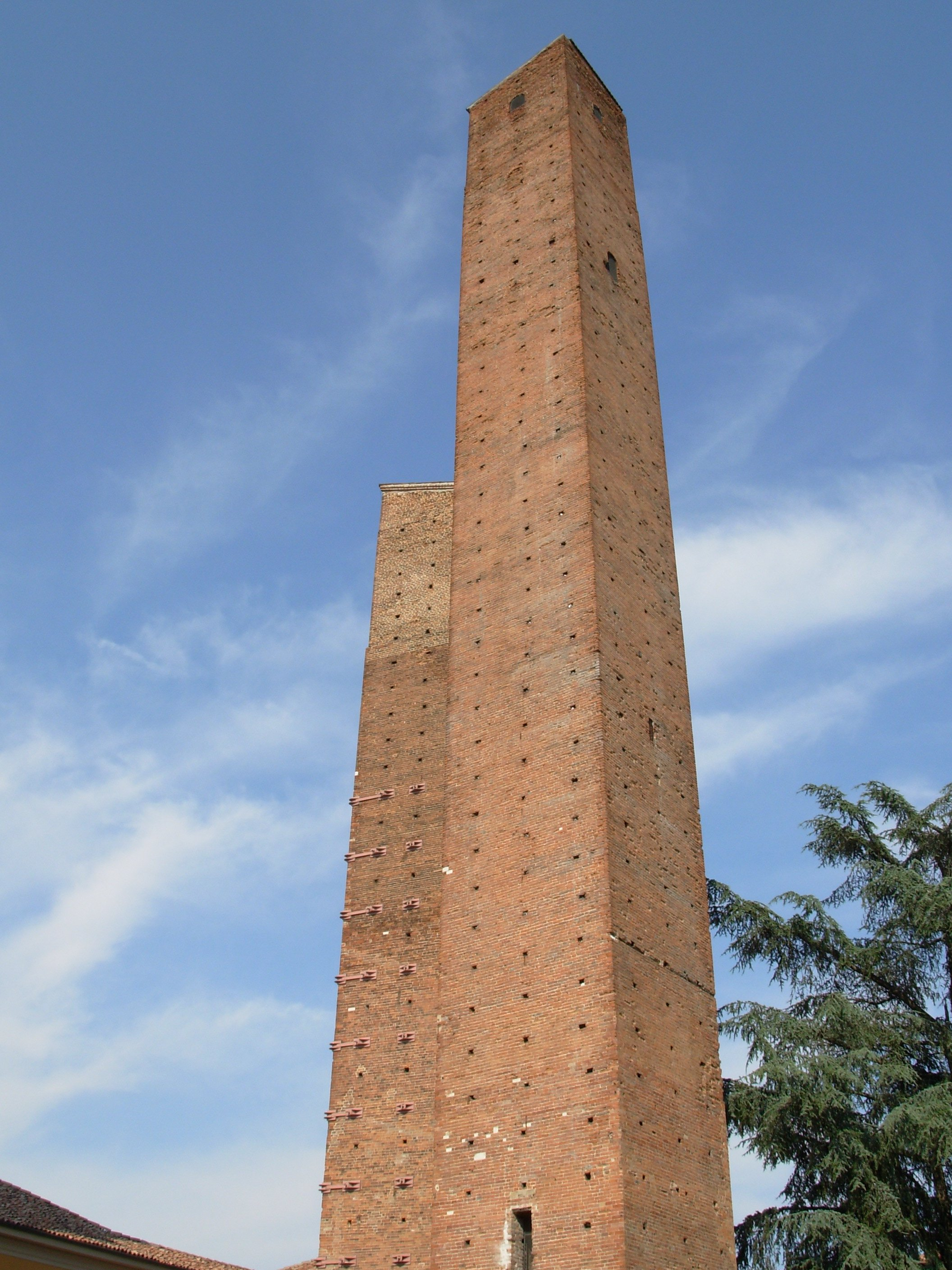
أبراج ميدييفالي

## السكان
في سنة 1861 بلغ عدد السكان 33٬965 نسمة، وتطور العدد ليصل في سنة 2011 لـ 68٬280 نسمة.
يظهر هذا المخطط البياني تطور النمو السكاني لـ بابية

## توأمة
لربنة اتفاقيات توأمة مع كل من:
- بيت لحم
- فيلنيوس
- هيلدسهايم (2000 - )
- بيزنسون
- الهرمل
- زاكينثوس
- ووهو (25 يناير 1988 - )
- Balassagyarmat [الإنجليزية]‏

## أعلام
- غريموالد الأول من بينيفينتو
- كاميلو غولجي
- جان غالياتسو فيسكونتي
- كونينكبرت ملك اللومبارد
- بيركتاريت ملك اللومبارد
- فيليب السوابي
- جيرولامو كاردانو
- يوحنا الرابع عشر
- بوثيوس
- ليوتبراند الكريموني